# Pierre de Deimier
Pierre de Deimier (geb. um 1580 in Avignon; gest. nach 1615) war ein französischer Dichter und Dichtungstheoretiker, der auch als Verfasser einer Poetik hervorgetreten ist.

## Leben und Werk
Pierre de Deimier wurde um 1580 in Avignon geboren. Er machte seine Karriere in Paris und stand in Beziehung zu Malherbe.
Er gehörte zu einer wichtigen Gruppe von Dichtern in der Provence.
Demier ist Verfasser einer französischen Poetik, des Werkes Académie de l’Art Poétique (1610). Ferdinand Brunot fasste in seiner Histoire de la langue française seine Kritik daran mit den Worten zusammen: „Bref, ce livre fait un contraste complet avec ceux qui l’ont précédé.“ („Kurzum, dieses Buch bildet einen kompletten Kontrast zu seinen Vorgängern.“)
Quintilian, der von dem bedeutenden Pariser Drucker Josse Bade in Frankreich herausgegeben wurde, diente als Modell für die lateinische Dichtkunst der Renaissance, bevor er wegen seiner Affektentheorie von Pierre de la Ramée verurteilt und zu Beginn des 17. Jahrhunderts von Pierre de Deimier für eine moderne Neudefinition der inventio umgedeutet wurde.

## Werke
- Les premières œuvres, Lyon, 1600 Digitalisat
- L’Austriade, Lyon, 1601 Digitalisat
- Les Illustres Avantures, Lyon, 1603
- La Néréide ou histoire navale. Ensemble les Destins héroïques de Cléophille et de Néréclie, Paris, 1605 Digitalisat
- Maximes d’Estat, militaires et politiques, Paris, 1606 Digitalisat
- Le Printemps des Lettres Amoureuses, Paris, 1608
- Histoire des Amoureuses Destinées de Lysimont et de Clytie, Paris, 1608
- Académie de l’Art Poétique, 1610 Digitalisat
- Lettres Amoureuses, 1612 Digitalisat
- La Royale Liberté de Marseille, 1615